# Young Divas (album)
Young Divas è l'album di debutto del girl group australiano Young Divas, pubblicato il 14 novembre 2006.
Dall'album sono stati estratto i singoli This Time I Know It's for Real, Happenin' All Over Again e Searchin, i quali hanno raggiunto rispettivamente la seconda, la nona e la quarantesima posizione in Australia.

## Tracce
1. What a Feeling – 3:43 (Giorgio Moroder, Keith Forsey, Irene Cara) – Originariamente interpretata da Irene Cara
2. This Time I Know It's for Real – 3:54 (Donna Summer, Mike Stock, Matt Aitken, Pete Waterman) – Originariamente interpretata da Donna Summer
3. Right About Now – 3:47 (Oliver Dommaschk, Stavros Ioannou, Errol Rennalls, Mousse T) – Originariamente interpretata da Mousse T
4. Gloria – 3:47 (Giancarlo Bigazzi, Umberto Tozzi, Trevor Veitch) – Originariamente interpretata dai Umberto Tozzi, cover in inglese di Laura Branigan
5. Happenin' All Over Again – 3:28 (Matt Aitken, Mike Stock, Pete Waterman) – Originariamente interpretata da Lonnie Gordon
6. Searchin – 3:33 (Ian Anthony Stephens) – Originariamente interpretata da Hazell Dean
7. Woman in Love – 3:38 (Barry Gibb, Robin Gibb) – Originariamente interpretata da Barbra Streisand
8. It's Raining Men – 4:27 (Paul Jabara, Paul Shaffer) – Originariamente interpretata dalle The Weather Girls
9. Let's Hear It for the Boy – 3:53 (Tom Snow, Dean Pitchford) – Originariamente interpretata da Deniece Williams
10. She Works Hard for the Money – 3:33 (Donna Summer, Michael Omartian) – Originariamente interpretata da Donna Summer
11. Say I'm Your No. 1 – 3:38 (Matt Aitken, Mike Stock, Pete Waterman) – Originariamente interpretata da Princess
12. You'll Never Stop Me Loving You – 3:32 (Matt Aitken, Mike Stock, Pete Waterman) – Originariamente interpretata da Sonia

Traccia bonus
1. I Will Always Love You – 4:32 (Dolly Parton) – Originariamente interpretata da Dolly Parton

## Classifiche
| Classifica (2006) | Posizione massima |
| ----------------- | ----------------- |
| Australia         | 4                 |